# RedOS Linux
RedOS Linux es una distribución de GNU/Linux desarrollada por Bladisnel Aguilera Suárez, estudiante de la Universidad de las Ciencias Informáticas de La Habana, con el objetivo de apoyar la migración a tecnologías de Software Libre y Código Abierto, y dar apoyo a la seguridad de redes y servicios telemáticos en cualquier institución.
Este sistema está basado en la comodidad y funcionalidad y está enfocado al usuario final, y garantiza la interacción intuitiva que persigue facilitar a los administradores de redes la seguridad y la prestación de servicios a clientes.

## Historia
RedOS surgió en la UCi como un proyecto personal, con el objetivo de encauzar el camino de la seguridad necesario a gran escala ya que es uno de los principales problemas que presentan proyectos e instituciones.
RedOS Fue liberada y obtuvo reconocimiento por primera vez en la Peña Tecnológica del Ministerio del Interior de CUBA celebrado en el año 2013 en La Habana, en la que obtuvo buena aceptación y comenzó a consolidarse como el Proyecto RedOS, proyecto que está financiado por uno de los grandes de la industria de la informatización y las telecomunicaciones.

## Versiones
RedOS Linux como SO GNU/Linux ha tenido una edición estable RedOS Linux 1.0.

### RedOS Linux 1.0 Desktop Edition

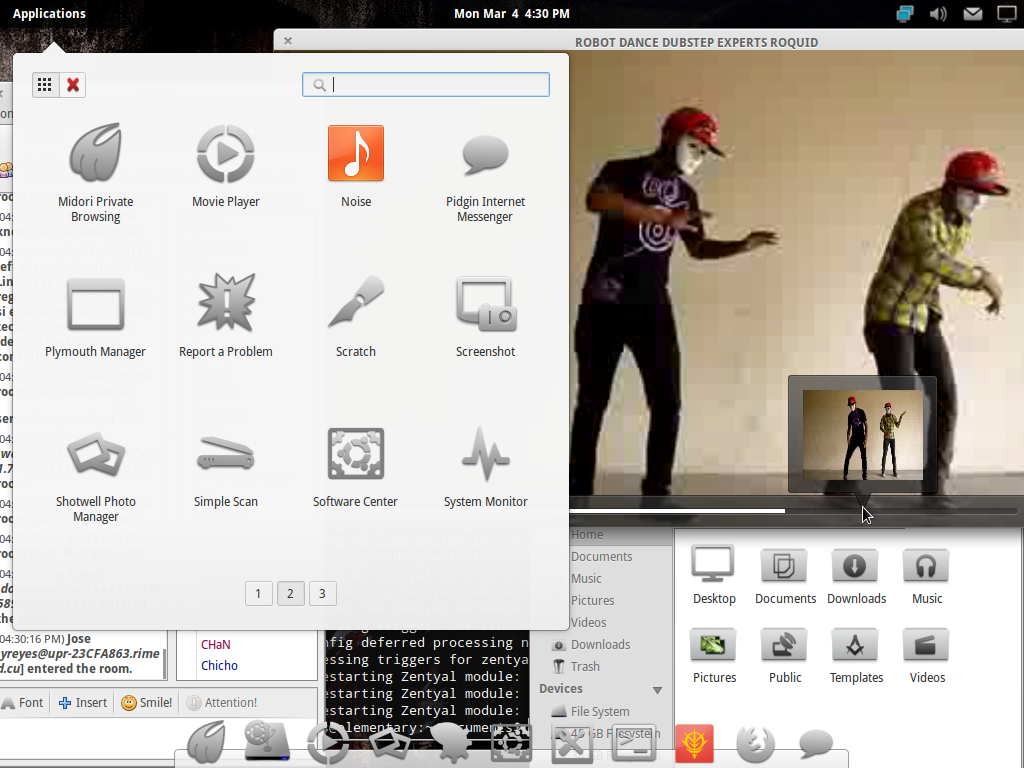

#### Características técnicas
Pantheon Shell como entorno de escritorio predeterminado. Se integra con dominios Windows (Active Directory).

#### Características generales
Esta versión de RedOS brinda gran facilidad de uso y las aplicaciones orientadas al usuario final. Las principales aplicaciones que trae son:
- El navegador web Mozilla Firefox.
- El cliente de mensajería instantánea Pidgin.
- El cliente para enviar y recibir correo Mozilla Thunderbird.
- El reproductor multimedia Audience.
- El reproductor de música Noise.
- El editor de videos PiTiVi.
- El editor de imágenes Gimp.
- El cliente y gestor de torrents Transmission.
- El grabador de discos Brasero.
- La suite ofimática LibreOffice.

Además el sistema incluye funciones avanzadas de seguridad y entre sus políticas se encuentra el no activar, de forma predeterminada, procesos latentes al momento de instalarse. Por eso mismo, no hay un firewall predeterminado, ya que no existen servicios que puedan atentar a la seguridad del sistema. Para labores/tareas administrativas en terminal incluye una herramienta llamada sudo, con la que se evita el uso del usuario administrador. Posee accesibilidad e internacionalización, de modo que el software está disponible para tanta gente como sea posible. El UTF-8 es la codificación de caracteres en forma predeterminada.

#### Características técnicas
Los requisitos mínimos "recomendados" (efectos de escritorio incluidos) deberían permitir ejecutar una instalación de RedOS, aunque por lo general, se puede ejecutar RedOS en hardware más antiguo de lo especificado, el rendimiento necesariamente va a ser menor. La mayoría de los usuarios (especialmente aquellos nuevos en RedOS) tienen riesgo de acabar en frustración si ignoran estas sugerencias.
- Procesador: 1 GHz x86.
- Memoria RAM: 512 MB.
- Disco Duro: 5 GB (para una instalación completa con swap incluida).
- Tarjeta gráfica VGA y monitor capaz de soportar una resolución de 1024x768.
- Lector de CD-ROM o tarjeta de red.
- Tarjeta de sonido.
- Conexión a Internet.

 Otras informaciones 
Los efectos de escritorio, proporcionados por Compiz, se activan por defecto en las siguientes tarjetas gráficas:
- Intel (i915 o superior, excepto GMA 500, nombre en clave "Poulsbo")
- NVidia (con su controlador propietario)
- ATI (a partir del modelo Radeon HD 2000 pueden ser necesario el controlador propietario).